# Cueva de Penches
La cueva de Penches, o de Barcina es una gruta entre las localidades de Barcina de los Montes y Penches, ambas en Burgos, España. Dentro se han hallado restos prehistóricos en forma de grabados, petroglifos o zoomórficos. 

## Primeras exploraciones documentadas
Su existencia, conocida desde antaño, fue en primer lugar publicada por el sacerdote jesuita Miguel Gutiérrez, quien en 1915 comunicó sus hallazgos al eminente paleontólogo Eduardo Hernández-Pacheco. Este realizó los primeros estudios documentados, que fueron publicados en 1917. En ellos se pone de manifiesto su origen magdaleniense.
Los grabados se correspondían con la representación de la figura de cinco cabras salvajes, repartidas en ambos lados de la galería. Además de estas representaciones artísticas, se manifiestan varias marcas en forma de líneas paralelas que fueron clasificadas como de procedencia animal, probablemente de oso de las cavernas y de tejón.
La angostura de la cueva, donde en algunos tramos alcanza los dos metros de ancho hace creer que no pudo ser habitada más que como refugio circunstancial.
El vandalismo ha ocasionado la pérdida de alguno de estos petroglifos, al haber sido cubiertos por pintura y grafitis.

## Geología
Se trata de una abertura de poco más de 170 m, abierta por diaclasa y ensanchada por efecto de la erosión de las escorrentías sobre la piedra caliza, en una zona muy abundante en karst. La entrada es muy estrecha, y solo se puede acceder al interior arrastrándose. El suelo está cubierto de una capa de concreciones calcáreas sobre la roca sedimentaria de los primeros metros, mientras que en el resto de la cavidad es de arcilla.
El curso del agua, que hace cientos de miles de años debió fluir con regularidad por la gruta, ha formado una estructura de dos pisos, en la que el segundo se hubiese hundido sobre el primero. Las paredes de la diaclasa van aproximándose hasta quedar una grieta por la que ya es imposible progresar.